# Letiště Qaanaaq
Letiště Qaanaaq (grónsky: Mittarfik Qaanaaq, dánsky: Qaanaaq Lufthavn; IATA: NAQ, ICAO: BGQQ) je vnitrostátní letiště nacházející se 3,5 kilometrů severozápadně od města Qaanaaq, v kraji Avannaata v severním Grónsku. Bylo otevřeno roku 2001 a jde o jediné civilní letiště severně od Upernaviku. V roce 2012 bylo přes něj přepraveno 1 719 cestujících.

## Historie

### Pozadí
V roce 1941, během druhé světové války a německé okupace Dánska, podepsaly Spojené státy a dánský velvyslanec Henrik Kauffmann ("ve jménu krále") Dohodu týkající se obrany Grónska (The Agreement relating to the Defense of Greenland). Podle ní mohly Spojené státy v Grónsku zakládat nové vojenské a meteorologické stanice; roku 1943 tak byla jedna založena v obci Qaanaaq. Roku 1951 Dánsko dohodu ratifikovalo a stala se tak oficiální.
Na počátku 50. let začaly Spojené státy budovat v okolí osad Dundas a Uummannaq leteckou základnu Thule. Během její konstrukce byl postupně omezován přístup místních inuitů k lovu a rybaření. Na jaře 1953 požádaly USA Dánsko o povolení k rozšíření základny na celý poloostrov Dundas. Povolení bylo uděleno, což vedlo k vystěhování místních obyvatel. Většina z nich se přestěhovala do Qaanaaqu.
V letech 1959 a 1960 podali vystěhovaní obyvatelé formální žádosti o kompenzaci; od grónské vlády neobdrželi žádnou odpověď. V roce 1985 podali další žádost, která tentokrát vedla ke snahám mezi grónskou a dánskou vládou zlepšit životní podmínky v obci Qaanaaq a napravit nepříjemnosti vyplývající z existence letecké základny.

### Plánování
V květnu 1996 obě vlády navrhly Spojeným státům pět různých návrhů k vyřešení situace; jedním z nich bylo takzvané Dundasské řešení, jehož součástí bylo navrácení poloostrova Dundas Grónsku a konstrukce civilního letiště poblíž základny Thule. Všechny osoby létající do obce Qaanaaqu totiž letět pouze přes základnu, která ale měla přísná omezení na počet cestujících přítomných v jednu chvíli. Také v ní mohl přistát jen jeden let od Grønlandsfly týdně, takže během období vysoké poptávky musela aerolinie vždy o zvednutí tohoto limitu požádat - něco, co vedení základny ne vždy schválilo. Plánované civilní letiště by příjmalo lety rovnou ze základny a obešlo by tak její omezení. Náklady na konstrukci by pokrylo Dánsko, zatímco provozní náklady by hradila grónská vláda. Mnozí obyvatelé Qaanaaqu byli ale s tímto návrhem nespokojeni a místo něj navrhovali letiště přímo v jejich městě. Qaanaaq by tak byl se zbytkem Grónska spojen přímo.
Spojené státy se ale poloostrova Dundas odmítly vzdát a mimo jiné na budoucím letišti vyžadovaly přítomnost dánské armády a policie. Všechny tyto požadavky byly podle Dánska příliš přísné, a tak bylo nakonec Dundasské řešení opuštěno. V lednu 1997 padlo rozhodnutí postavit letiště přímo v Qaanaaqu. 31. ledna 1997 podepsali předseda grónské vlády Lars Emil Johansen a dánský premiér Poul Nyrup Rasmussen dohodu, na základě které Dánsko přispělo k novému letišti 47 milionů korun. Grónský parlament stejného roku projektu přiřadil 10 milionů.
Direktoriát pro obchod, dopravu a zásobování zpočátku místo letiště zvažoval heliport, ale kvůli příliš vysokým budoucím provozním nákladům návrh zamítl.

### Výstavba
V červnu 1998 udělil Grónský letištní úřad společnosti Permagreen Konsortiet A/S kontrakt pro konstrukci přistávací dráhy a silnice vedoucí k letišti v hodnotě 45 milionů korun. 31. července do Qaanaaqu dorazily stavební stroje, které společnost dříve použila během stavby letiště v Sisimiutu. Práce byly ten rok kvůli zimě a polární zimě přerušeny 15. října.
V roce 1997 se očekávalo, že letiště bude dokončeno 1. října 1999. Na zasedání Grónského parlamentu 30. října 1998 bylo ale datum dokončení kvůli vysokému množství již probíhajících projektů (např. letiště Aasiaat nebo letiště Maniitsoq) odloženo o dva roky na 1. října 2001. Odloženo bylo i letiště v Paamiutu.

### Provoz
Letiště bylo otevřeno 1. září 2001. Jeho konstrukce stála 100 milionů korun.
Brzy se kvůli svým vysokým nákladům na provoz stalo terčem kritiky. Roku 2007 se začali Demokraté zasazovat o jeho uzavření. V říjnu založil John Metz, obyvatel země, petici na protest proti výstavbě nových letišť v zemi, přičemž v ní byla letiště v Qaanaaqu a v Qaarsutu označena za nepotřebná. K 30. listopadu ji podepsalo 510 osob.
V srpnu 2023 byla  silnice spojující letiště a Qaanaaq těžce poškozena deštěm a vodou z tajícího sněhu, což mezi oběma lokacemi znemožnilo silniční dopravu. V říjnu ji nahradila dočasná silnice.  V červnu 2024 obdrželo město od grónské vlády finance na konstrukci permanentní náhrady.

## Infrastruktura

Diagram letiště Qaanaaq.

Letiště je vybaveno štěrkovou přistávací drahou o délce 900 metrů a šířce 30 metrů, označenou 34/16. K dispozici je palivo Jet A1.
Mezi letištěm a Qaanaaqem vede silnice, která je ale náchylná k záplavám během období tání. Je dostupná taxislužba.

## Aerolinie a destinace
| Letecká společnost | Destinace | Destinace                             |
| Letecká společnost | Země      | Letiště                               |
| ------------------ | --------- | ------------------------------------- |
| Air Greenland      | Grónsko   | Kangerlussuaq · Siorapaluk · Pituffik |
| Zdroje:            |           |                                       |

### Přestupy v Pituffiku
Všichni pasažéři cestující přes vesmírnou základnu Pituffik (dříve Thule) musí mít s sebou platné povolení k pobytu nebo k cestovaní. Cestující bez povolení nemohou nastoupit na jakýkoliv let ze základny a navíc budou pokutováni.